# Drewniczka różnopora

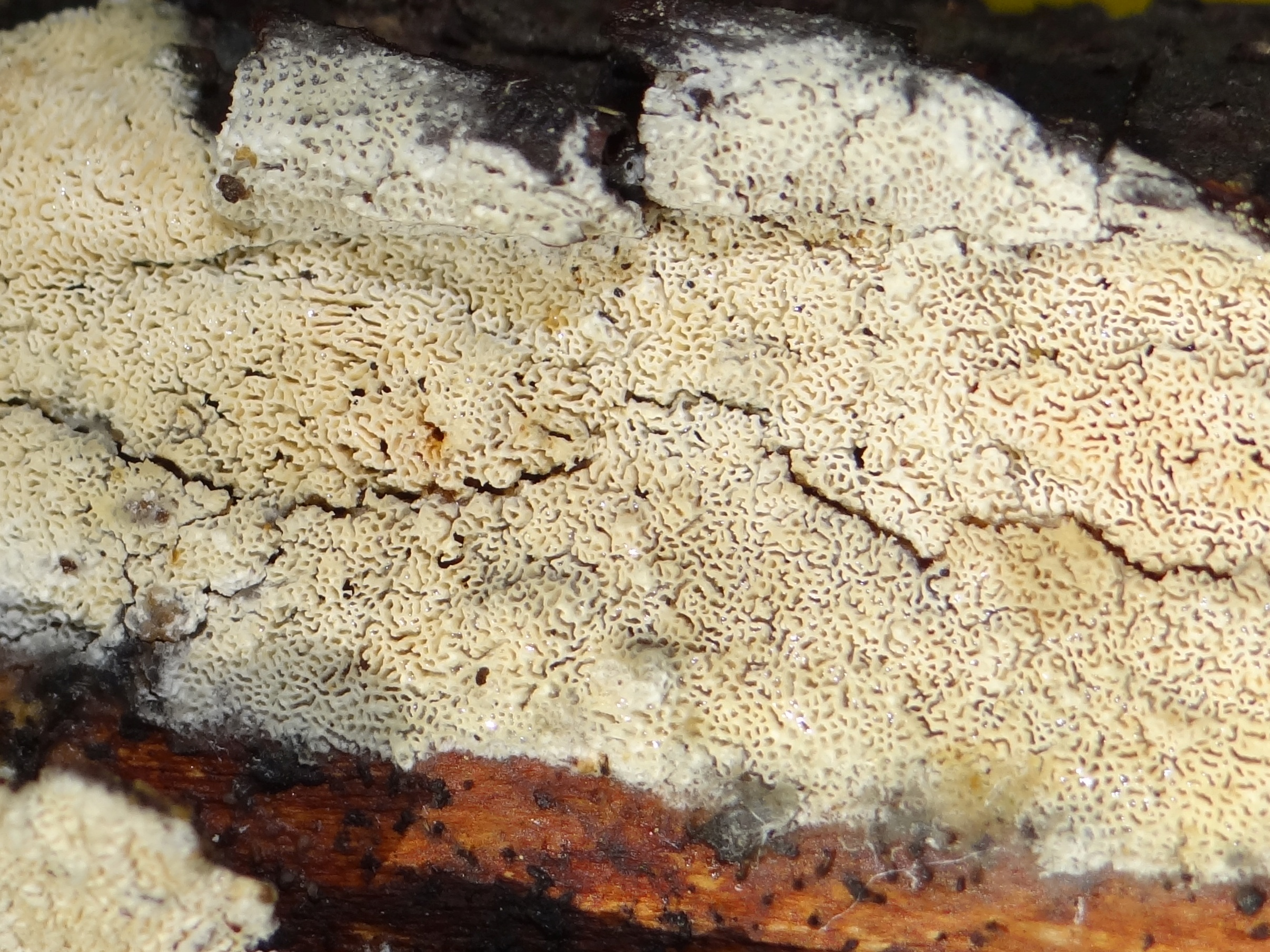

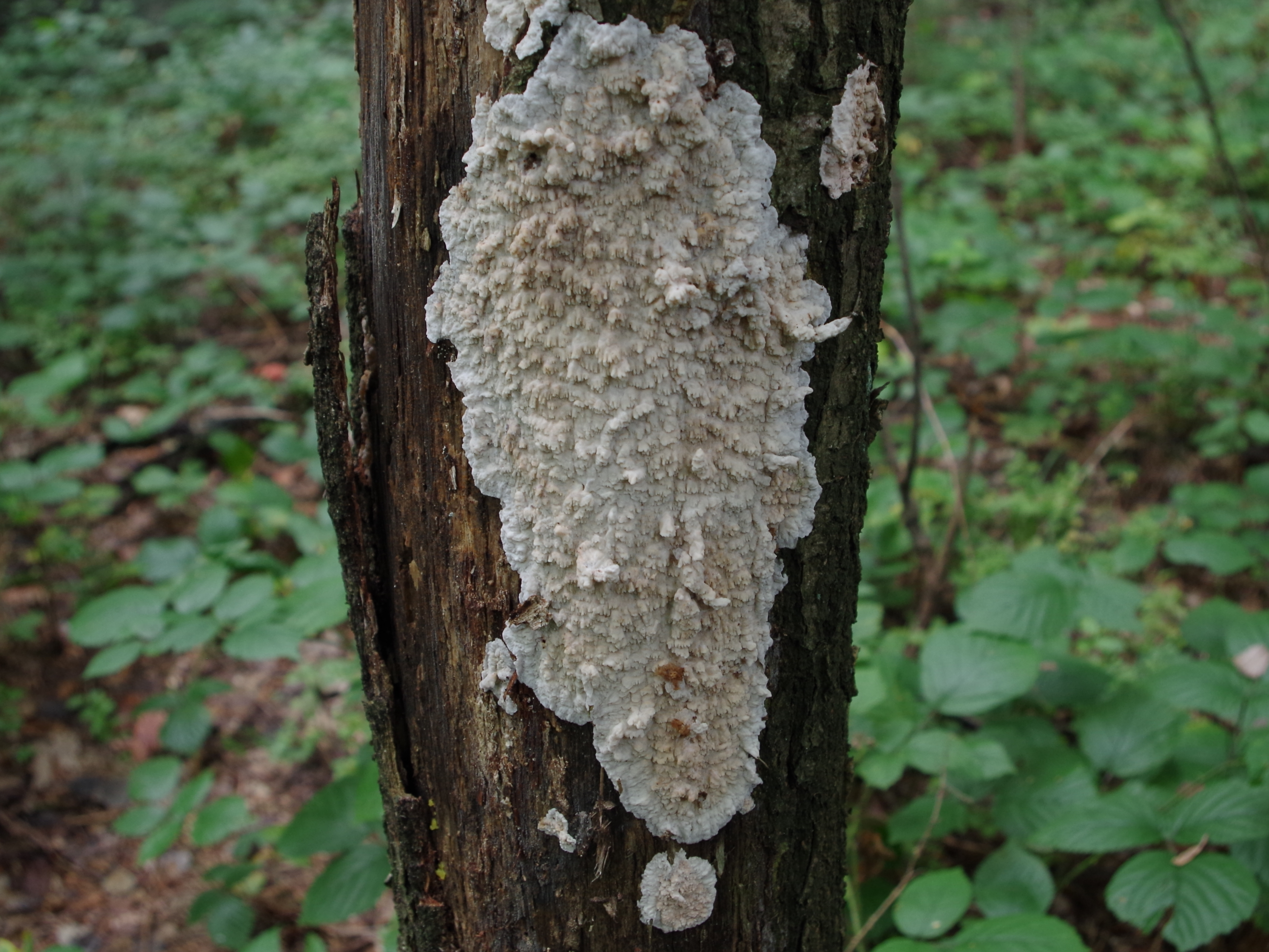

Drewniczka różnopora (Schizopora paradoxa (Schrad) Donk) – gatunek grzybów z rodziny drewniczkowatych (Schizoporaceae).

## Systematyka i nazewnictwo
Pozycja w klasyfikacji: Schizopora, Schizoporaceae, Hymenochaetales, Incertae sedis, Agaricomycetes, Agaricomycotina, Basidiomycota, Fungi.
Po raz pierwszy takson ten opisał w 1794 r. Heinrich Adolf Schrader jako Hydnum paradoxum, obecną nazwę nadał mu Marinus Anton Donk w 1967 r. Synonimów nazwy naukowej ma około 60. Niektóre z nich:
- Hyphodontia paradoxa (Schrad.) Langer & Vesterh. 1996
- Sistotrema paradoxum (Schrad.) Pers. 1801[2].

Nazwę polską nadali Barbara Gumińska i Władysław Wojewoda w 1983r. W polskim piśmiennictwie mykologicznym gatunek ten opisywany był także pod nazwami: kolczak palczasty i palczak osobliwy. W 2003 r. W. Wojewoda zaproponował nową nazwę strzępkoząb wielkopory, jest ona jednak niespójna z aktualną nazwą naukową.

## Morfologia
Owocnik
Rozpostarty, o grubości ok. 0,5 mm, ale osiągający długość nawet 1 m. Na pionowym podłożu tworzy guzki lub zęby. Powierzchnię pokrywa porowaty hymenofor o barwie białawej, słomkowożółtej, koloru jasnego drewna lub brunatnopłowej. Pory drobne, różnych kształtów: koliste, kanciaste, podłużne, nieco labiryntowate lub różnokształtne. Brzegi watowate lub pajęczynowato-filcowate, zazwyczaj płonne (bez hymenoforu), czasami jednak słabo zaznaczone.
Cechy mikroskopowe;
Rurki mają długość 1–5 mm. System strzępkowy dimityczny, strzępki generatywne o szerokości 2–3,5 µm, o słabo pogrubionych ściankach, często rozgałęzione przeważnie pod kątem ostrym (40–45°) do kąta prostego i z licznymi sprzążkami, przypominające w dużej mierze strzępki Hyphodontia, strzępki szkieletowe grubościenne z wyjątkiem części zewnętrznej, która często kończy się nabrzmiałym, zaokrąglonym końcem, prostym lub wygiętym, dość krótkim, o długości 100-350 µm i szerokości 3,5–5 µm, dominującym w środkowej części tkanki i wystającym w rozwarstwieniach. W hymenium rozproszone cystydiole, częściowo jako końce strzępek z małą napęczniałą główką, częściowo brzusznie ze zwężającym się, raczej ostrym końcem lub z małym rurkowatym przedłużeniem, zwykle osadzonym w hymenium. Bazydiospory szeroko elipsoidalne, gładkie, szkliste, cienkościenne i nieamyloidowe, 5–6,5 × 3–4 µm.
Gatunki podobne
Drewniczka różnopora wykazuje dużą zmienność morfologiczną, w zależności od biotopu, w którym występuje, a także od rodzaju podłoża (pionowe czy poziome) i od wieku. Z powodu zmiennego hymenoforu gatunek ten może być pomylony z wieloma innymi, o podobnym, rozpostartym owocniku. Czasami pewne oznaczenie możliwe jest dopiero na podstawie cech mikroskopowych. Bardzo podobny jest np. strzępkoząb drobnopory (Hyphodontia radula). W 1983 Hallenberg badał te dwa gatunki na Półwyspie Skandynawskim i stwierdził, że na północy występują formy bardziej podobne do Schizopora paradoxa, na południu do Hyphodontia radula, często jednak ich odróżnienie nie jest możliwe i prawdopodobnie jest to ten sam gatunek. Podobny makroskopowo jest też porokolczak mleczny (Irpex lacteus) i tzw. strzępkoząb żółtopory (Schizopora flavipora), ten ostatni odróżnia się drobniejszymi porami i barwą (jasno łososioworóżową).

## Występowanie i siedlisko
Występuje na wszystkich kontynentach, z wyjątkiem Antarktydy. W Europie północna granica zasięgu sięga po 70 stopień szerokości geograficznej. W Polsce jest pospolity na całym obszarze, z wyjątkiem wyższych położeń górskich.
Nadrzewny saprotrof. Rośnie w różnego typu lasach, ogrodach i parkach na martwym drewnie; na pniach lub gałęziach. Zasiedla drewno wielu gatunków, najczęściej jednak buka, dębu, leszczyny i jodły.